# Pernovka
Pernovka je přírodní památka severozápadně od Nového Města na Moravě v okrese Žďár nad Sázavou. Oblast spravuje AOPK ČR, RP Správa CHKO Žďárské vrchy. Důvodem ochrany je rašelinná loučka s typickou vegetací.